# Actinocarya acaulis
Actinocarya acaulis är en strävbladig växtart som först beskrevs av W. W. Smith, och fick sitt nu gällande namn av Ivan Murray Johnston. Actinocarya acaulis ingår i släktet Actinocarya och familjen strävbladiga växter. Inga underarter finns listade i Catalogue of Life.